# Craponne-sur-Arzon
Craponne-sur-Arzon là một xã thuộc tỉnh Haute-Loire nam trung bộ nước Pháp. Xã Craponne-sur-Arzon nằm ở khu vực có độ cao trung bình 937 mét trên mực nước biển.